# Luồng (điện toán)

Một tiến trình với hai luồng thực thi, chạy trên bộ xử lý

Trong khoa học máy tính, luồng (tiếng Anh: thread) là một chuỗi các lệnh được lập trình nhỏ nhất để có thể được quản lý độc lập bởi một bộ định thời (scheduler), thường là một phần của hệ điều hành. Việc hiện thực các luồng và tiến trình (process) khác nhau giữa các hệ điều hành, nhưng trong hầu hết các trường hợp, luồng là một thành phần của tiến trình. Đa luồng có thể tồn tại trong cùng một tiến trình, thực thi đồng thời và chia sẻ tài nguyên như bộ nhớ, trong khi những tiến trình khác nhau thì không chia sẻ các tài nguyên này. Cụ thể, các luồng trong một tiến trình chia sẻ mã thực thi và giá trị của các biến được phân bổ động và biến toàn cục không phải cục bộ của luồng tại bất kì thời điểm nào.